# 西嶋賢司
西嶋 賢司（にしじま けんじ、1970年12月14日 - ）は、大分県佐伯市出身の元プロ野球選手（捕手）。右投右打。

## 来歴・人物
佐伯豊南高時代は安藤信二（当時・青野姓）とバッテリーを組み、3年次の夏に4番打者として大分県大会で決勝に進出するが、エース・川崎憲次郎擁する津久見高に敗れ準優勝に終わった。自身は、3割4分6厘の好打率をマークした。
1988年オフに、ドラフト外でロッテオリオンズに外野手として入団。打力を活かすための転向であったが、後に再び捕手に戻る。
しかし、一軍出場が無いまま1994年限りで現役を引退した。引退後は福岡県に転居し、野球塾を運営。2023年末には地元で安藤、川崎とともに少年野球の指導にあたった。

## 詳細情報

### 年度別打撃成績
- 一軍公式戦出場なし

### 背番号
- 64 （1991年 - 1994年）